# Sergio Fernández González (Fußballspieler)
Sergio Fernández González (* 23. Mai 1977 in Avilés) ist ein ehemaliger spanischer Fußballspieler.
Aus der Jugend von Sporting Gijón stammend, hat der gebürtige Asturier dort auch den Weg in die erste Elf geschafft. Schon in jungen Jahren wurde er zum Stammspieler. Dies entging dem galicischen Traditionsverein Celta Vigo keinesfalls, woraufhin er von den Galiciern verpflichtet wurde 1999. Für einen Profifußballer stolze 7 Jahre verbrachte er im Nordwesten Spaniens. Anschließend wechselte er zu Real Saragossa, wo er von 2006 bis 2008 spielte. Anschließend war González vier Jahre lang für den CA Osasuna aktiv. Schließlich kehrte er im Jahr 2012 zu seinem Heimatverein Sporting Gijón zurück, beendete aber kurz darauf seine Karriere aufgrund von Verletzungsproblemen.